# Thomas Morley (compositore)
Thomas Morley (Norwich, 1557/1558 – ottobre 1602) è stato un compositore, organista, editore e teorico inglese.

## Biografia
Figlio del birraio Francis, Thomas Morley fu forse bambino cantore nella cattedrale di Norwich, ma nell'elenco dei coristi della chiesa, che inizia dal 1568, il suo nome non compare. Probabilmente cantò sin da allora presso il coro della cattedrale di S. Paul, dove è elencato tra i coristi nel 1574, insieme con il musicista e compositore contemporaneo, Peter Philips. Nel 1583 divenne maestro nella cattedrale di Norwich. Cinque anni dopo conseguì il Bachelor of Music all'Università di Oxford.
Nel 1589, anno in cui morì il suo primo figlio, pubblicò il primo di undici libri di madrigali, sull'onda del nuovo gusto musicale filo-italiano inaugurato nel 1588 con la prima edizione di Musica Transalpina di Nicholas Yonge, raccolta di madrigali italiani tradotti in lingua inglese che ebbe immediato e notevole successo. In questo periodo compose probabilmente le musiche per alcune opere teatrali di William Shakespeare. Dal 1592 diventò organista nella Cattedrale di Saint Paul a Londra, posto che mantenne sino alla morte.
Dedicò il suo A Plaine and Easie Introduction to Practicall Musicke del 1597 a William Byrd, che Morley indicò come suo maestro; il libro divenne il più famoso trattato musicale del Rinascimento inglese.
Morley contribuì in modo rilevante all'incremento della letteratura madrigalistica in Inghilterra. Compose inoltre musica sacra e per diversi strumenti; sono particolarmente note alcune sue composizioni per virginale, contenute nella celebre raccolta di vari autori Fitzwilliam Virginal Book.
Sue composizioni sono contenute anche in "The First Booke of Consort Lessons, made by diuers exquisite Authors, for six Instruments to play together, the Treble Lute, the Pandora, the Cittern, the Base-Violl, the Flute & Treble-Violl", del 1599, per 2 viole, flauto, liuto, cetra rinascimentale e bandora, due particolari tipi di strumenti rinascimentali simili al liuto.

## Opere

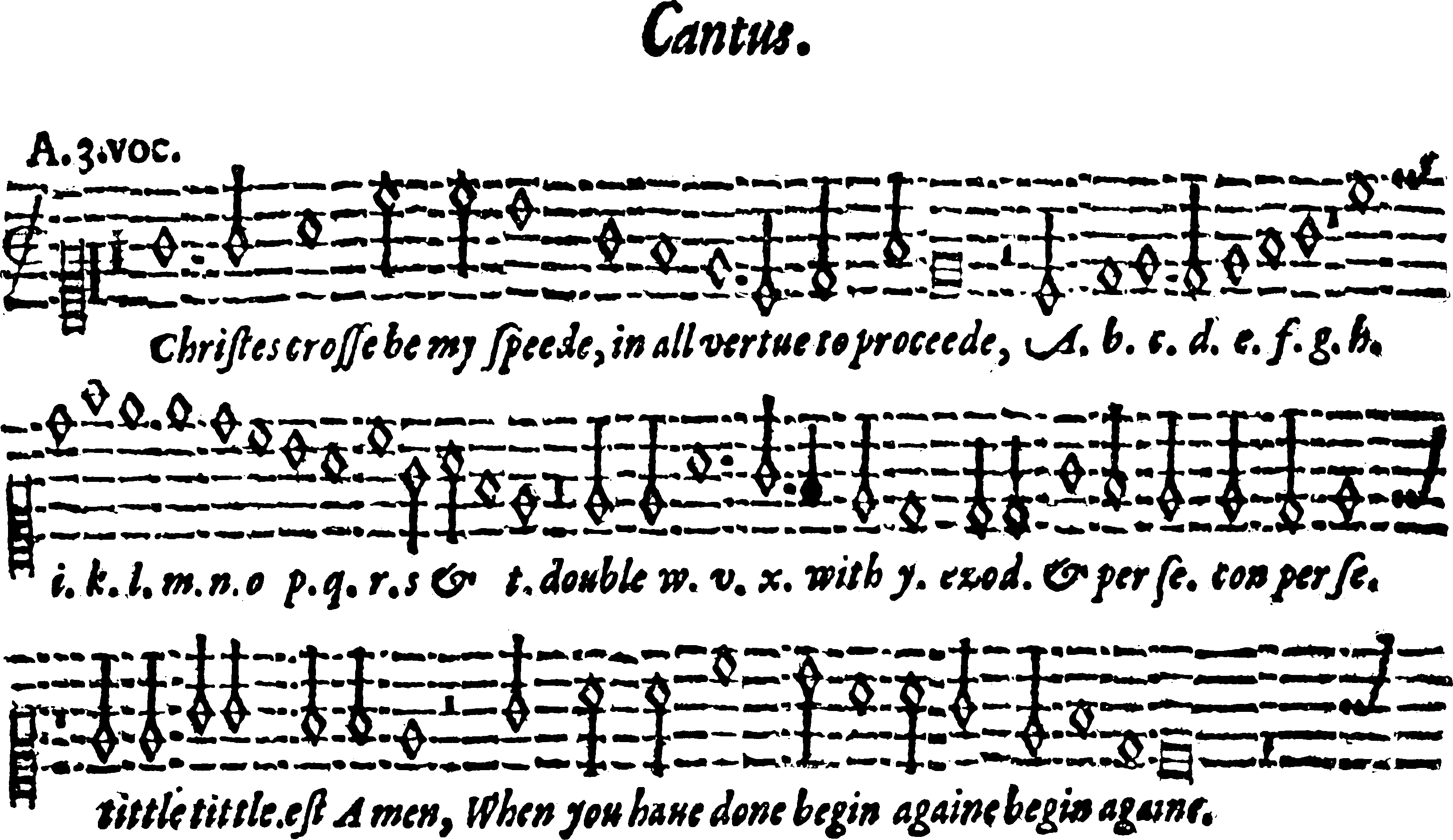
Cantus da una canzone di Morley tratta da "A Plaine and Easie Introduction to Practicall Musicke ... " (1597)

### Composizioni profane
- Canzonets o Little Short Songs to Three Voyces (1593)
- Madrigalls to Foure Voyces (1593)
- The First Booke of Balletts to Five Voyces (1595)
- The First Canzonets to Two Voyces (1595)
- Canzonets or Little Short Songs to Two Voyces (1597)

### Composizioni sacre
- The Whole Booke of Psalmes, With Their Woonted Tunes (ca. 1599)
- 3 Services e un Anthem per John Barnards The First Book of Selected Church-Musick (ca. 1641)

### Opere didattiche
- A Plaine and Easie Introduction to Practicall Musicke, Set Downe in Forme of a Dialogue (1597)

### Altri madrigali e canzonette
- April is in my mistress' face
- Arise, get up my deere
- Cease mine eyes
- Crewell you pull away to soone
- Doe you not know?
- 9 Fantasie (canzonette a due voci)
  - Fantasie: Il Doloroso
  - Fantasie: Il Grillo
  - Fantasie: Il Lamento
  - Fantasie: La Caccia
  - Fantasie: La Rondinella
  - Fantasie: La Sampogna
  - Fantasie: La Sirena
  - Fantasie: La Tortorella
- Flora wilt thou torment mee
- Fyre and Lightning
- Goe yee my canzonets
- Good Morrow, Fair Ladies of the May
- Harke Alleluia!
- Hould out my hart
- I goe before my darling
- I should for griefe and anguish
- In nets of golden wyers
- It was a lover and his lass
- Joy, joy doth so arise
- La Girandola
- Ladie, those eies
- Lady if I through griefe
- Leave now mine eyes
- Lo heere another love
- Love learns by laughing
- Miraculous loves wounding
- My bonny lass she smileth
- Nolo Mortem Peccatoris
- Now is the month of maying
- O thou that art so cruell
- Say deere, will you not have mee?
- See, see, myne own sweet jewel
- Sing we and chant it
- Sweet nymph
- What ayles my darling?
- When loe by break of morning
- Where art thou wanton?